# Sant Agustí Vell
Sant Agustí Vell, ou selon la dénomination complète le village talayotique de Sant Agustí Vell, est un site archéologique situé sur la commune d'Es Migjorn Gran, sur l'île de Minorque dans l'archipel des Îles Baléares en Espagne. C'est un des plus vastes villages talayotiques de l'île. Le village comporte un talayot exceptionnel en son genre : c'est l'un des rares talayots de Minorque à disposer d'une salle intérieure en rez-de-chaussée et la voûte de cette salle a conservé des poutres en bois d'origine datées de plus de 3.000 ans.

## Description
Le village a été édifié sur le rebord d'un plateau dominant le ravin de Binigaus. C'est un des plus vastes villages talayotiques de l'île, mais curieusement malgré son importance, le site de Sant Agustí Vell a été peu fouillé. Il s'étend sur près de cinq hectares et regroupe deux talayots, une enceinte à taula (et une seconde contestée), six citernes, plusieurs maisons cercles et trois hypogées. Le site a été occupé dès la période proto-talayotique et jusqu'à la période islamique.

### Les talayots
L'édifice appelé talayot de Ses Bigues de Mata (« le talayot aux poutres en bois ») est très célèbre et il a été mentionné à de nombreuses reprises depuis le XIXe siècle compte tenu de ses caractéristiques. Il est situé à l'est du village, c'est le mieux conservé des deux talayots. De forme tronconique, il mesure 13,2 m de diamètre à la base. La base du talayot est constituée de pierres de grande dimension. Cas unique à Minorque, le talayot comprend en rez-de-chaussée une grande salle intérieure à laquelle on accède par un couloir de 2,30 m de long sur 3,2 m de hauteur. La chambre est de plan circulaire. Le plafond, constitué de dalles plates, repose sur deux pilastres, deux colonnes supporté et des poutres en bois. Une datation par le carbone 14 a révélée que ces poutres en bois sont datées de 850 av. J.-C. et qu'elles sont donc d'origine. Selon les archéologues J. Mascaró Pasarius et Lluis Plantalamor Massanet les poutres seraient en bois d'olivier sauvage. La fonction de cette salle demeure inconnue : son utilisation comme abri à bétail a entraîné la destruction de toute couche archéologique éventuelle. Le talayot comporte une seconde entrée, désormais obstruée, qui à l'origine devait permettre d'accéder au niveau supérieur.

Talayot de Ses Bigues de Mata
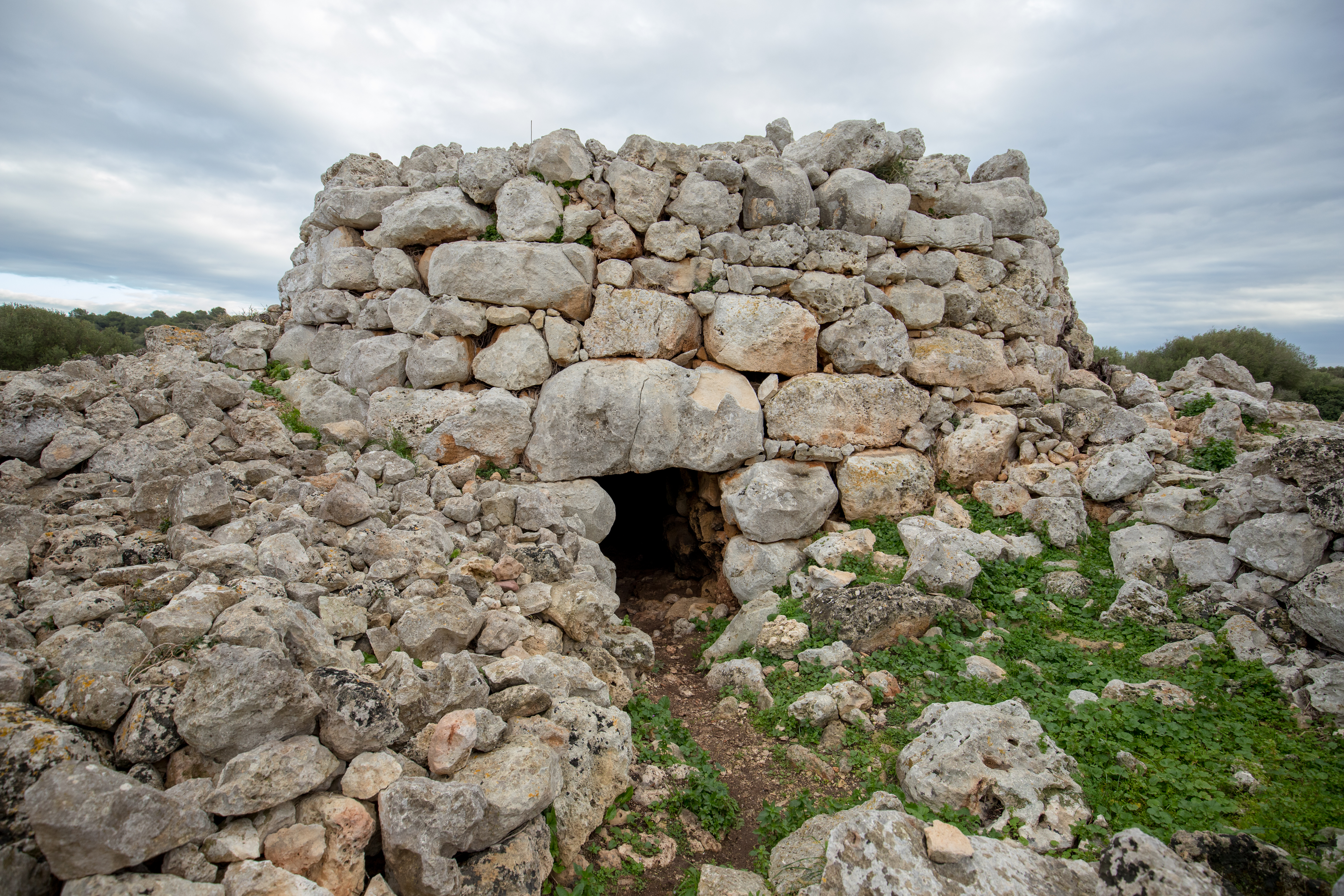
Entrée du talayot.
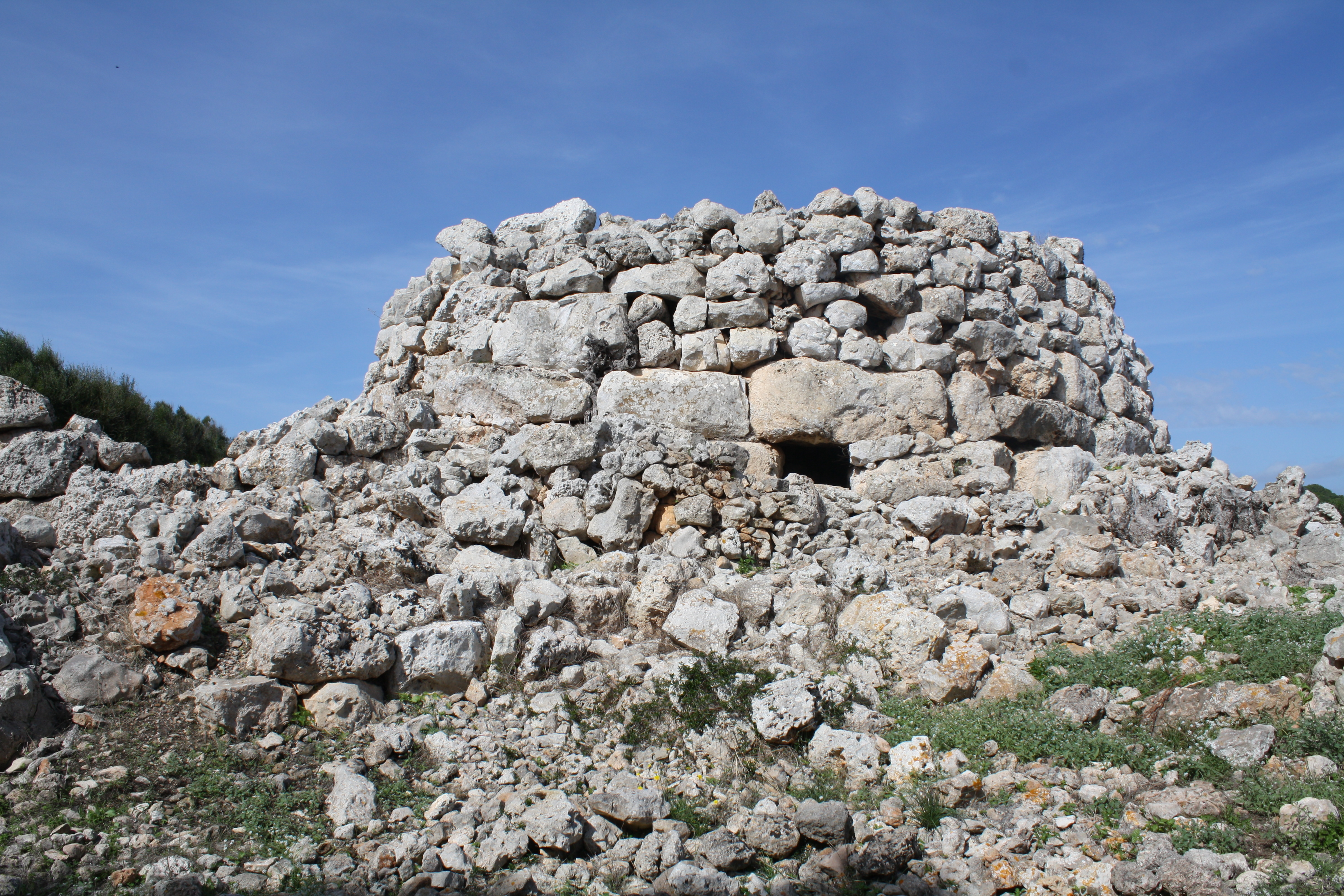
Accès condamné.
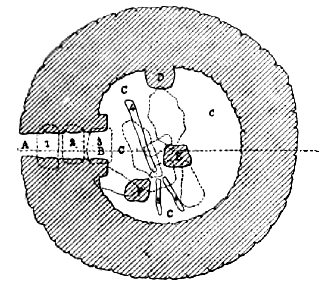
Plan du talayot.
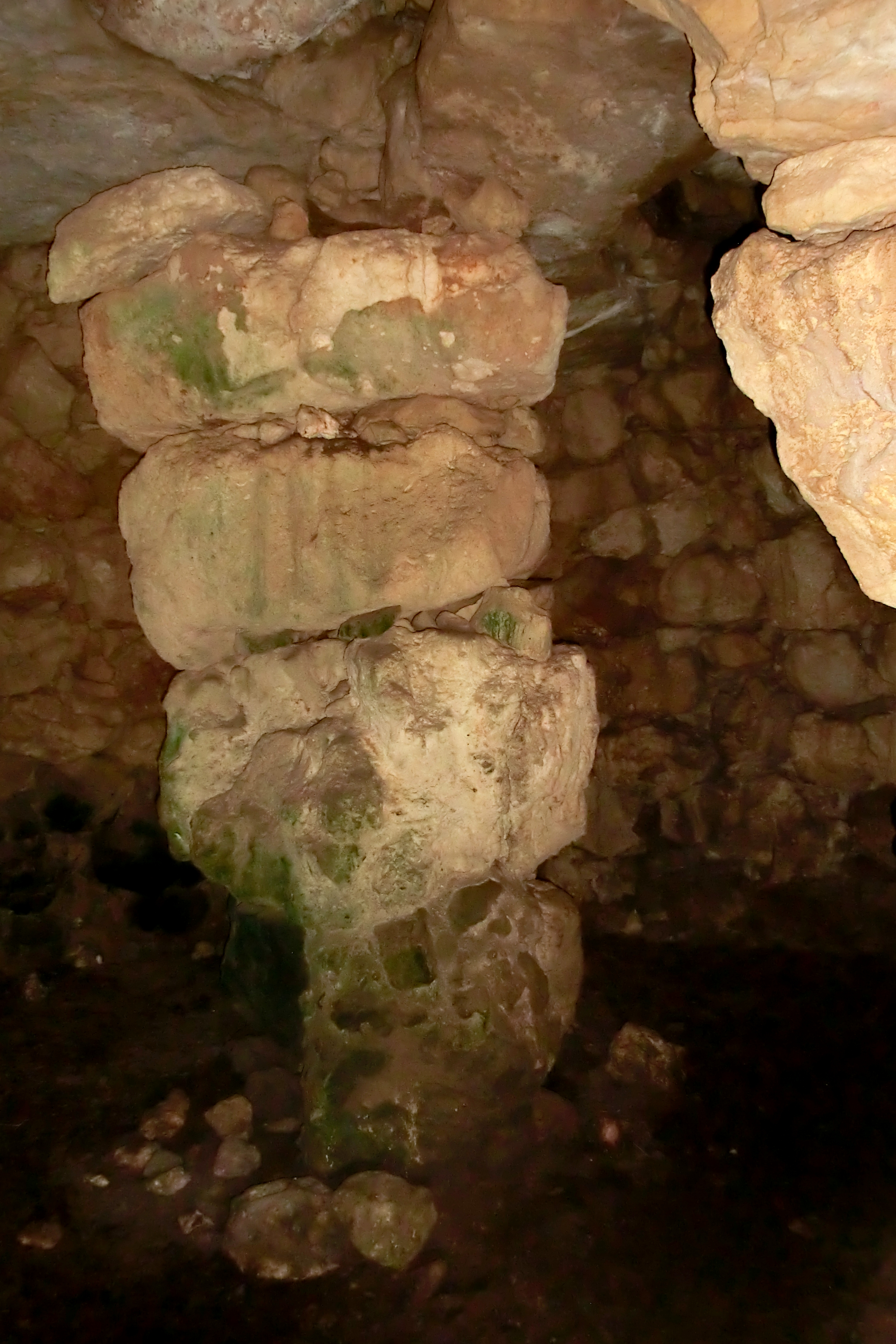
Pilier de la salle intérieure.
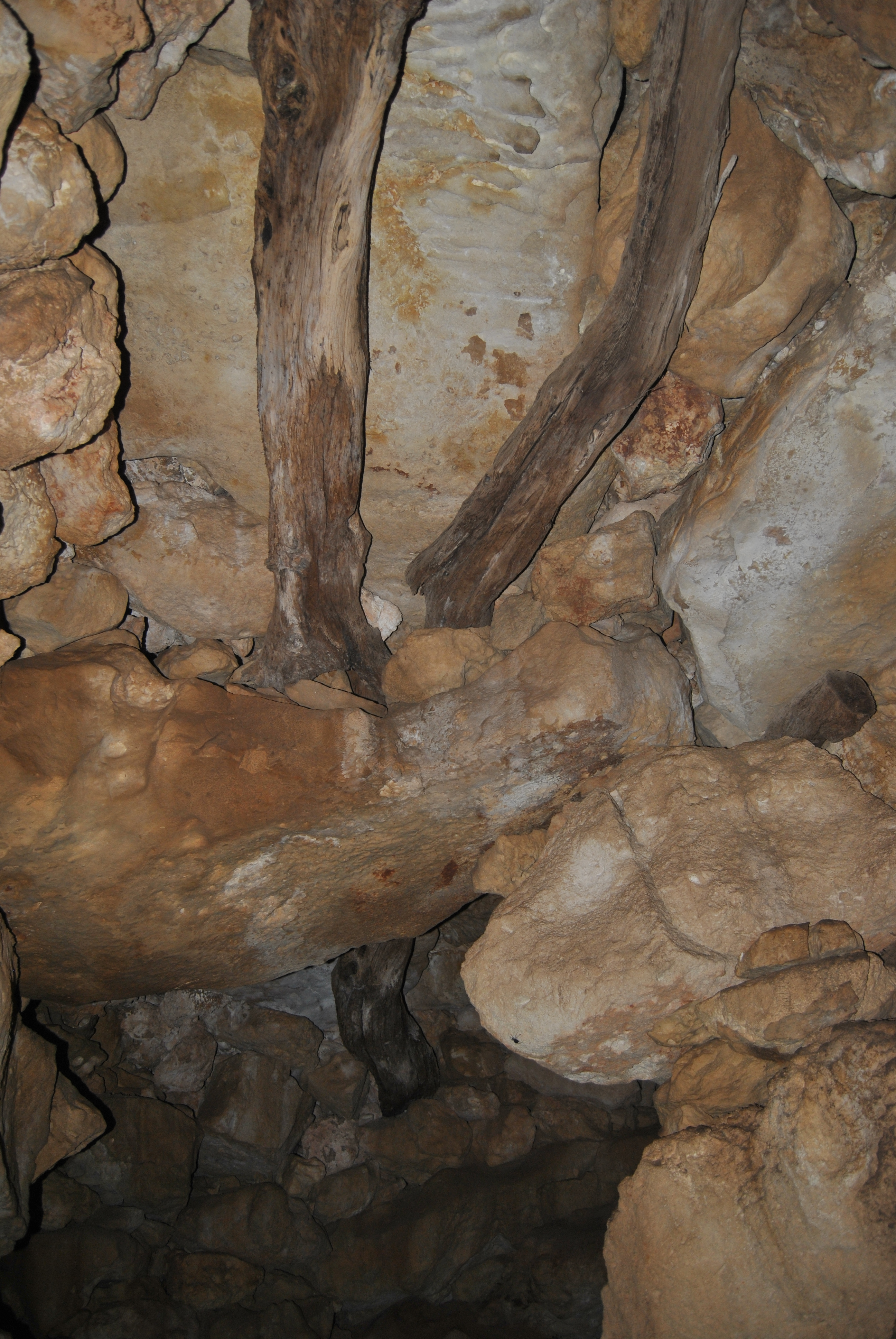
Poutres en bois de la voûte.

Les aménagements visibles autour du talayot, une cabane et un petit four, sont d'époque récente, ils datent de la période où le talayot était utilisé comme abri pour le bétail.
Le second talayot est situé à l'extrémité ouest du village. C'est le plus grand des deux. Il est constitué de cercles concentriques en pierres et mesure 18,2 m de diamètre. Il ne comporte pas de salle intérieure. 

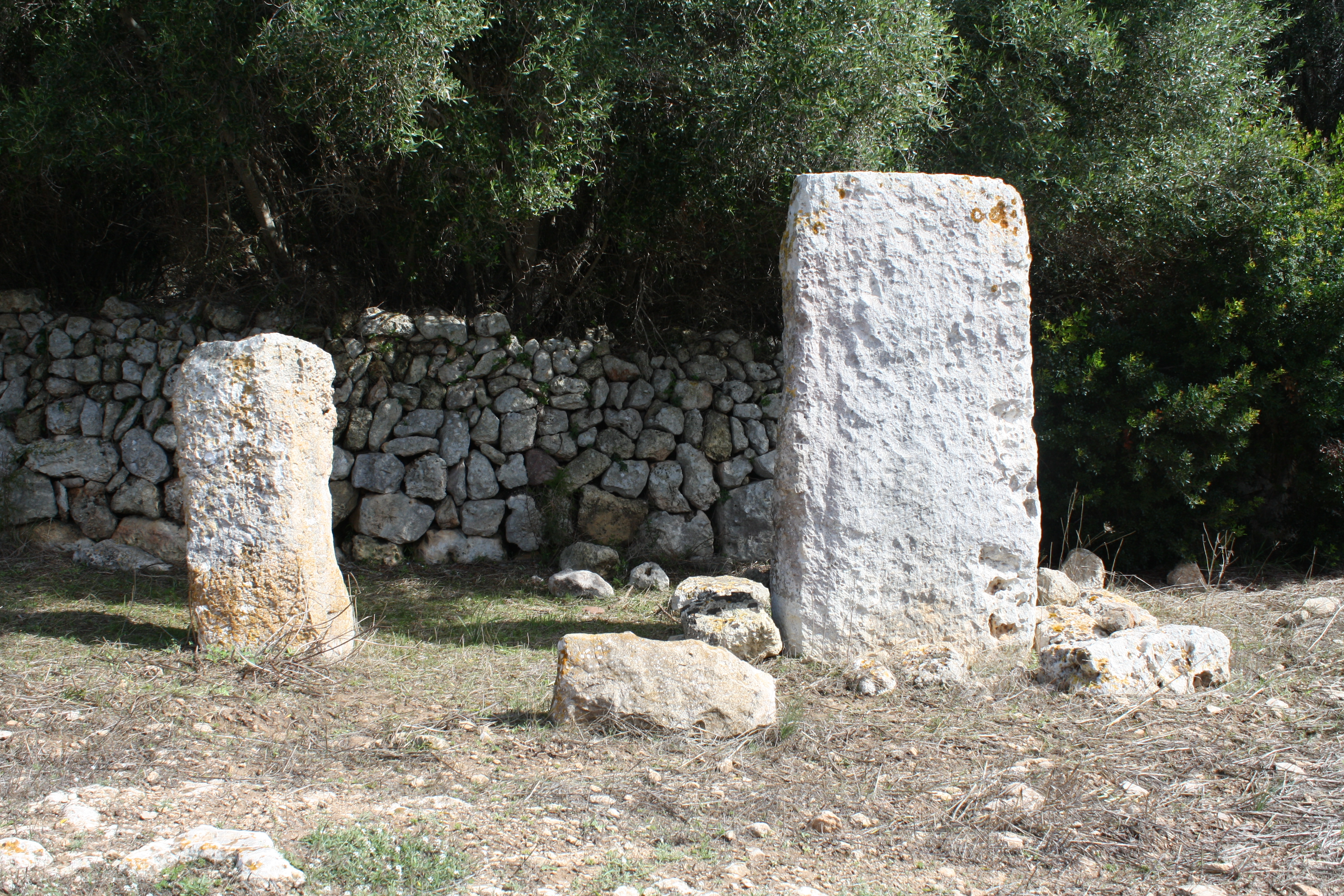
Vestiges de la taula.

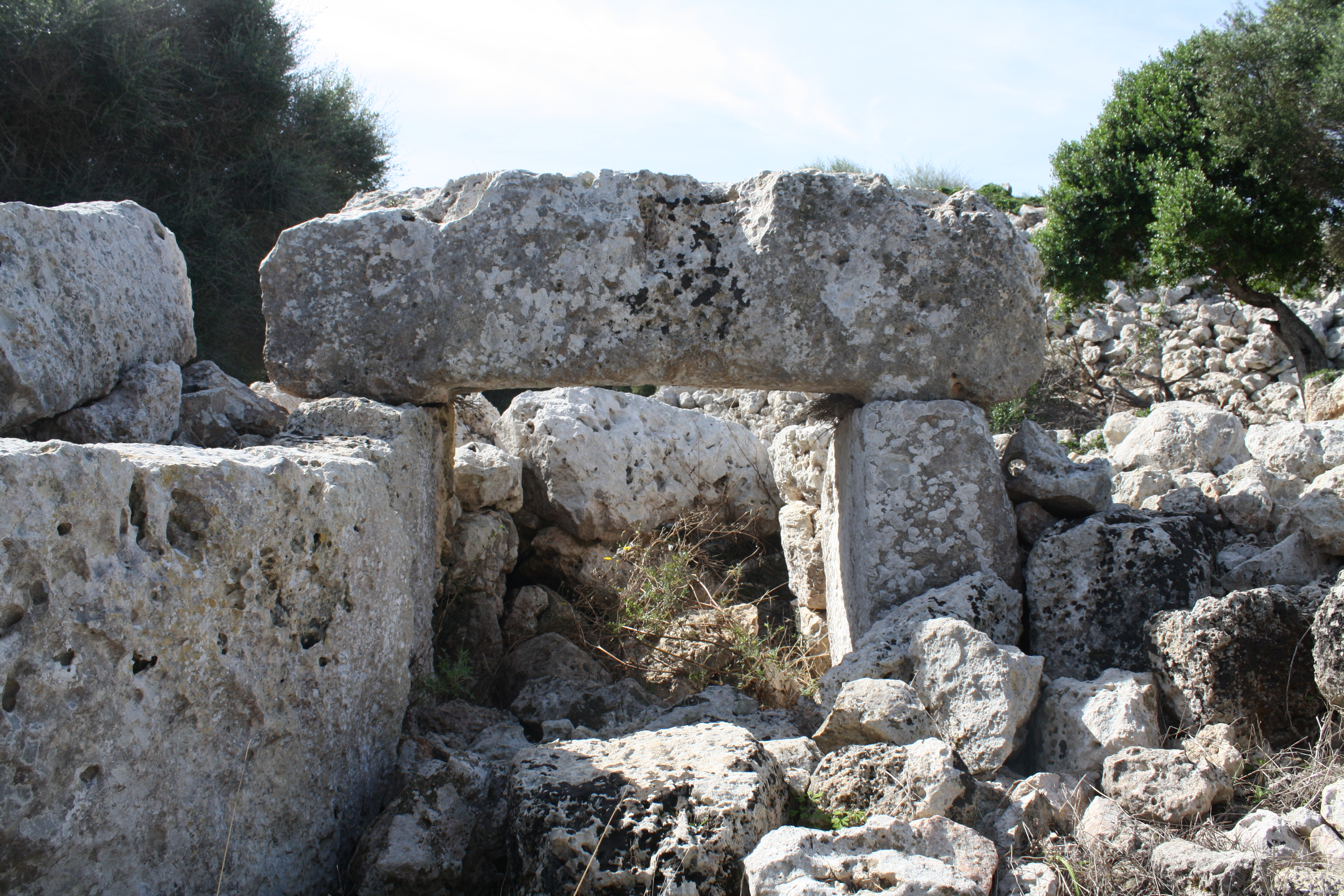
Porte d'entrée d'un cercle.

### L'enceinte à taula
Elle est située à près de 150 m au sud-ouest du village. L'enceinte a disparu, il ne demeure que le pilier de la taula mesurant près de 2 m de haut, sur 1 m de large et 0,30 m d'épaisseur. Le chapiteau n'est plus en place, il a été intégré dans un mur en pierre sèche voisin.
Certains archéologues considèrent que des ruines situées dans la partie sud du village correspondrait à celles d'une seconde taula. Cette hypothèse est controversée, d'une part parce que l'édifice proposé comme candidat est très petit et d'autre part parce qu’actuellement aucune taula n'y est visible. Par ailleurs, l'existence de deux enceintes à taula sur un même site est très inhabituelle. La question ne pourra être tranchée qu'après une fouille archéologique.

### Habitats post-talayotiques
Les habitats les mieux conservées de Saint Agustí Vell sont trois cercles monumentaux situés à peu près au centre du village. Deux d'entre eux sont relativement bien conservés et correspondent au plan traditionnel de ce type de bâtiment avec une cour intérieure permettant d'accéder à toutes les pièces de la maison et une enceinte extérieure à double paroi. Des piliers intérieurs, une porte d'entrée à linteau ainsi qu'une salle hypostyle totalement ruinée sont encore visibles.

### Autres édifices
Trois hypogées existent dans la périphérie sud du village. Deux sont datés de la période talayotique, la troisième, inachevée doit dater de la période post-talayotique. 
Des silos creusés dans la roche sont visibles au nord-ouest du village : leurs ouvertures ont été condamnées avec de grosses pierres pour des raisons de sécurité.